# Jon Jon Briones
Ernesto Cloma Briones, Jr, connu sous le nom de Jon Jon Briones, né le 7 août 1965 à Quezon City, est un acteur philippino-américain. 
Il est devenu citoyen américain en 2010.

## Biographie
Alors qu'il est étudiant ingénieur aux Philippines, Briones s'implique dans la production originale de Miss Saigon en 1989 à Londres.
Un ami producteur aux Philippines lui demande de l'aider à « faciliter une audition » pour l'équipe de Cameron Mackintosh qui organise des auditions aux Philippines pour Miss Saigon. En plus d'aider à l'organisation des auditions, Briones lui-même auditionne.

## Filmographie

### Cinéma
- 2007 : Potluck
- 2008 : Proud American : Père de Dawn
- 2008 : An Immigrant Girl's Journey : Paulo Alcedo
- 2008 : Brown Soup Thing : Oncle Jon Jon
- 2010 : Breathe : Rhadamanths
- 2012 : Jolly B. Fierce : Edward Biagan
- 2012 : Nico's Sampaguita : Raul
- 2012 : Just an American : Père de Dawn Trang
- 2014 : Sinbad: The Fifth Voyage : Asian Genie
- 2014 : Blood Ransom : Père Mena
- 2016 : Miss Saigon: 25th Anniversary : l'ingénieur
- 2018 : Model Home : M. Fan
- 2023 : The Last Voyage of the Demeter d'André Øvredal

### Télévision
- 2003–2004 : Las Vegas : Cosme Caliyag
- 2007 : Moonlight : Party Goer
- 2008 : Sons of Anarchy : Asian Elvis
- 2009 : Monk : Premier mercenaire
- 2010 : Miami Medical : Technicien
- 2010 : Los Angeles, police judiciaire : Brant Ross
- 2011 : Southland : Rama
- 2013 : Mentalist : Mr. Lam
- 2014 : Bones : Adrian Lingao
- 2017 : Esprits criminels : Unité sans frontières : Lama Vajra
- 2018 : American Crime Story : The Assassination of Gianni Versace : Modesto Cunanan
- 2018 : Designated Survivor : Premier ministre Pulu
- 2018 : American Horror Story: Apocalypse : Ariel Augustus
- 2019 : Better Things : lui-même
- 2019 : All Rise : Daniel Mendoza
- 2020 : Ratched : Dr Richard Hanover
- 2023 : Class of '09 : Gabriel